# Maoritomella albula
Maoritomella albula é uma espécie de gastrópode do gênero Maoritomella, pertencente a família Borsoniidae.